# Vitasi
Vitasi (en serbe cyrillique : Витаси) est un village de Serbie situé sur le territoire de la Ville d'Užice, district de Zlatibor. Au recensement de 2011, il comptait 175 habitants.
Vitasi est également connu sous le nom de Šargan-Vitasi. 

## La Šarganska osmica
Le village est connu pour son chemin de fer touristique à voie étroite qui le relie à Mokra Gora. Vue du ciel, la ligne ressemble à un "8", d'où le surnom qui lui a été donné de Šarganska osmica, le « Huit de Šargan ». Autrefois, la Šarganska osmica constituait un tronçon de la ligne Belgrade-Sarajevo. Construite en 1920, elle fut fermée en 1974. La partie actuellement en service a été reconstruite entre 1999 et 2003. Une prolongation est prévue jusqu'à Višegrad, en Bosnie-Herzégovine,.

## Démographie
| 1948 | 1953 | 1961 | 1971 | 1981 | 1991 | 2002 | 2011 |
| ---- | ---- | ---- | ---- | ---- | ---- | ---- | ---- |
| 742  | 807  | 732  | 639  | 492  | 395  | 301  | 175  |

|  |